# Doctor Sleep (film 2019)
Doctor Sleep è un film del 2019 sceneggiato, diretto e montato da Mike Flanagan.
Si tratta del sequel del film Shining del 1980.
Il film è un adattamento cinematografico dell'omonimo romanzo di Stephen King, sequel del suo romanzo horror del 1977 Shining,

## Trama
1980. Sulla riva di un lago, una bambina che possiede la luccicanza viene adescata e uccisa dalla bellissima Rose Cilindro (nome affibbiatole per via del cappello che porta sempre in testa) e dai suoi compagni, membri del misterioso "Vero Nodo".
In Florida, dopo gli eventi dell'Overlook Hotel, Wendy Torrance cerca di condurre una vita normale insieme a suo figlio Danny, il quale è ancora perseguitato dalle conturbanti visioni dell'esperienza vissuta in Colorado. Un giorno, il bambino riceve la visita di Dick Hallorann, il cuoco afroamericano dell'hotel che lo aveva aiutato in passato, divenuto uno spirito. Danny è risentito poiché Dick gli aveva detto che i fantasmi dell'albergo erano solo foto di un libro che non avrebbe potuto nuocergli. Dick rivela che la propria luccicanza non era sufficientemente forte per gli spiriti famelici dell'Overlook, mentre quella che Danny possedeva quando era un bambino era di gran lunga più intensa rispetto alla sua, e proprio per questo è continuamente perseguitato dagli spettri.
Benché l'Overlook Hotel sia stato chiuso definitivamente, Dick rivela che gli ospiti stanno cercando Danny, affamati della sua luccicanza, la quale può anche essere usata come arma contro di loro. Halloran quindi racconta al bambino che suo nonno era un uomo violento e crudele, che picchiava spesso lui e sua nonna. Quando infine morì, Dick ne fu sollevato, ma ogni notte il suo spettro lo tormentava nella sua camera. La nonna di Dick gli insegnò così un modo per fermarlo. Questi mostra infine a Danny una scatoletta che sostiene essere la chiave per difendersi dagli spettri dell'Overlook: se Dan riuscirà a crearsene una nella mente, potrà rinchiuderli lì per sempre. Quella stessa notte, Danny, affronta la donna morta della camera 237 che si manifestava nel suo bagno, rinchiudendola dentro a una scatola di luccicanza nella sua mente.
2011. Danny, ora divenuto adulto, si trasferisce a Frazier, piccola cittadina del New Hampshire, per sfuggire alla propria vita da alcolizzato e tossicodipendente. Qui conosce Billy, un tuttofare che, oltre a trovargli un lavoro e una sistemazione, lo invita a unirsi a lui nel frequentare gli incontri degli Alcolisti Anonimi. Poco tempo dopo, grazie alla mediazione del medico Dalton, Dan viene assunto come inserviente nell'ospizio della cittadina, dove utilizza il dono della luccicanza per dare conforto ai pazienti prossimi alla morte. Altrove, nel New Hampshire, la piccola Abra Stone, nel giorno del suo compleanno, terrorizza i genitori con un "trucco" che solleva i cucchiai della cucina fino a farli pendere dal soffitto. Rose Cilindro la percepisce da lontano e comprende di trovarsi di fronte una luccicanza immensa, mai vista prima.
Un giorno, entrando nella stanza che affitta, Dan vede inspiegabilmente sulla parete di fondo (in ardesia, poiché il precedente inquilino era un matematico) la scritta "Hello" tracciata con un gessetto e comprende subito che debba essersi stabilito una sorta di legame con un altro individuo come lui. Nel frattempo Rose e la sua banda mettono gli occhi su Andrea Steiner, una quindicenne con il dono di piegare la volontà altrui alla propria. Si scopre dunque che gli scopi del Vero Nodo sono due: nutrirsi del "vapore" (l'essenza vitale che gli individui dotati di luccicanza emettono prima di morire) per sopravvivere e vivere a lungo o, come in questo caso, convertire individui con doni particolarmente utili. Dopo un rituale che le infligge una terribile sofferenza, Andrea diventa una di loro con la promessa di poter vivere (apparentemente) per sempre.
2019. Dan è ormai un cittadino di Frazier perfettamente integrato, continuando il suo lavoro come inserviente all'ospizio del dottor Dalton ed è nel frattempo diventato un esempio per gli altri membri della Alcolisti Anonimi. La Banda del Nodo intanto inizia a patire la fame e Papà Corvo chiede a Rose di aprire una bomboletta, per sfamarsi. Rinforzandosi il gruppo è certo di catturare la prossima preda più facilmente. Papà Corvo ha compreso che Rose sta continuando a perlustrare le aree dove si fermano, con i suoi poteri, poiché vuole ritrovare l'enorme luccicanza percepita tempo prima, paragonandola a una "balena". Il bersaglio successivo della "banda del Nodo" è un ragazzino di nome Bradley, giocatore di baseball, che riescono a catturare grazie al potere di Andrea. Dopo averlo condotto presso una fabbrica abbandonata, Rose lo tortura dissanguandolo, poiché il "vapore" è di gran lunga migliore se i soggetti sono spaventati o provano forte dolore. Morto il bambino, Rose imprigiona ciò che resta della sua essenza in un contenitore come parte delle loro "scorte". Tuttavia, una volta seppellito il corpo, la donna rivela a Papà Corvo, un indiano membro del gruppo, la presenza di un'osservatrice esterna durante il rituale: si tratta di Abra, ormai cresciuta e dotata di una luccicanza estremamente potente.
La ragazzina, che ha assistito a tutta la scena come se si trattasse di un incubo, manda un messaggio a Dan talmente potente da incrinare la parete di ardesia, in cui lo avvisa della morte del "ragazzino del baseball". Rose è ossessionata dalla volontà di trovare Abra e nutrirsi della sua luccicanza, ma durante i tentativi di entrare nella sua mente per localizzarla, quest'ultima reagisce e si sbarazza facilmente della sua presenza, arrivando addirittura ad entrare lei stessa nella sua mente e a frugare fra i suoi segreti.
Finalmente Dan e Abra si incontrano a Frazier. Dan, rifiutando l'idea di sprofondare nuovamente nel mondo oscuro della sua infanzia, non accetta di aiutarla a cercare il corpo del bambino morto per restituirlo ai genitori e si limita a intimarle di fare attenzione, poiché chiunque siano gli assassini presto si metteranno alla sua ricerca. Una sera però, mentre è di turno all'ospizio, l'uomo ha un dialogo con Dick, otto anni dopo l'ultima volta in cui si erano visti. Questi lo avverte della pericolosità delle creature che danno la caccia ad Abra, e lo sprona ad aiutarla prima di congedarsi da Dan per sempre.
Dan decide allora di agire e, accompagnato da un alquanto destabilizzato Billy (al quale ha rivelato tutta la verità), si reca in Iowa, nella fabbrica abbandonata dove è stato ucciso l'ultimo bambino, grazie alle indicazioni di Abra, sempre in contatto telepatico con lui. I due uomini disseppelliscono il cadavere di Bradley e Dan si rende conto di quanto sia effettivamente grave la situazione. Dopo essere tornato a Frazier per recuperare i vecchi fucili da caccia di Billy, Dan si reca a casa di Abra e le consegna il guantone da baseball, come lei gli aveva chiesto, in modo che tramite contatto la ragazzina possa ricostruire gli spostamenti del Vero Nodo e localizzarli. Il gruppo viene così a sapere che essi sono già in marcia per venire a prendere Abra; tutti tranne Rose, rimasta nel suo covo.
Dan escogita un piano per attirarli in un'imboscata e ucciderli: usando come esca una proiezione di Abra, la quale è in realtà al sicuro nella sua casa, Dan riesce a eliminare quasi tutti i membri del Vero Nodo con l'aiuto di Billy, quest'ultimo, però, muore a causa di Andrea la quale, prima di morire anch'ella, gli ordina tramite i propri poteri di suicidarsi. Intanto si scopre che anche quella del Vero Nodo era una trappola: mentre gli altri si recavano nel luogo dell'imboscata infatti, Corvo si è introdotto nella casa di Abra, uccidendo suo padre e sedandola per poi rapirla. Mentre la sta conducendo da Rose, però, la ragazzina viene salvata dall'intervento di Dan che, per la prima volta dopo anni, sprigiona i suoi poteri e prende il controllo della mente di Abra, causando un incidente d'auto in cui Corvo perde la vita.
È la resa dei conti. Morti tutti i suoi compagni, Rose consuma tutte le scorte di vapore per potenziarsi, mentre Dan decide di affrontare i suoi demoni e tornare all'Overlook Hotel in modo da scatenare gli spettri di quel luogo contro di lei. Giunti in Colorado, nell'hotel completamente abbandonato e in rovina, Dan, dopo aver riattivato la caldaia e averla impostata per sovraccaricarsi, rischia di essere sopraffatto dai ricordi e dalla visione di suo padre, ma quando Abra lo avverte dell'arrivo di Rose si riscuote e, dopo un tentativo fallito di rinchiuderla in una delle sue "scatole" mentali, decide di affrontarla faccia a faccia. Rose però è più forte e gli infligge una ferita all'arteria femorale con un'accetta, che poi sfrutta per estrarre la luccicanza di Dan, estremamente pura nonostante la sua età; in punto di morte però, l'uomo libera tutti gli spiriti prigionieri nella sua mente che subito si avventano su Rose, uccidendola.
Non sazi, si rivolgono anche a Dan, prendendo possesso del suo corpo e sguinzagliandolo contro Abra. La ragazzina fugge attraverso i corridoi dell'hotel, fino a rifugiarsi nella famigerata stanza 237: qui, usando i suoi poteri, riesce per qualche istante a riportare in sé Dan, il quale le intima di fuggire subito da quel luogo; subito dopo l'uomo si reca nella sala delle caldaie dove resiste al tentativo degli spiriti di fargliela spegnere; rimanendo all'interno di essa resta in attesa che esploda distruggendo per sempre l'Overlook Hotel. Poco prima di morire ha una visione di sua madre Wendy.
Tempo dopo, Dan appare sotto forma di fantasma ad Abra, proprio come Dick Hallorann aveva fatto con lui.
Il film termina con la ragazzina che entra in bagno per affrontare la donna morta della camera 237 che si manifesta a lei come a Danny tanti anni prima. È dunque ora compito di Abra combattere gli spiriti dell'Overlook Hotel e rinchiuderli per sempre.

## Promozione
Il primo trailer è stato diffuso il 13 giugno 2019, seguito poco dopo da quello in italiano.

## Produzione
Ewan McGregor interpreta Danny Torrance, un uomo con poteri psichici dedito all'alcolismo, che appare per la prima volta da bambino nel romanzo Shining e nel film omonimo da esso tratto del 1980, diretto da Stanley Kubrick.

## Colonna sonora
Il tema principale della colonna sonora, riportato anche nel trailer promozionale, è tratto dal tema sviluppato nel quinto ed ultimo movimento della Sinfonia fantastica di Hector Berlioz, dal titolo significativo di Sogno di una notte di sabba.

## Distribuzione

### Divieti
Il film viene distribuito nelle sale cinematografiche italiane a partire dal 31 ottobre 2019 senza alcuna classificazione di età, mentre in quelle statunitensi è stata distribuita l'8 novembre 2019 con la classificazione di età "R" (Restricted), ovvero vietato ai minori di 17 anni, "per contenuti inquietanti e violenti, alcune immagini sanguinose, linguaggio, nudità e uso di droghe".
Mediaset lo ha trasmesso in prima TV su Italia 1 venerdì 28 aprile 2023.

## Accoglienza

### Incassi
Il film ha incassato un totale mondiale di 72385286 $.

### Critica
Il film ha ricevuto recensioni positive da parte della critica. Sull'aggregatore di recensioni Rotten Tomatoes ha un indice di gradimento del 78% basato su 338 recensioni, con un voto medio di 7,1 su 10. Su Metacritic ottiene punteggio del 59 su 100 basato su 47 recensioni.